# Camponotus lucayanus
Camponotus lucayanus är en myrart som beskrevs av Wheeler 1905. Camponotus lucayanus ingår i släktet hästmyror, och familjen myror. Inga underarter finns listade.